# Casa della Cervetta

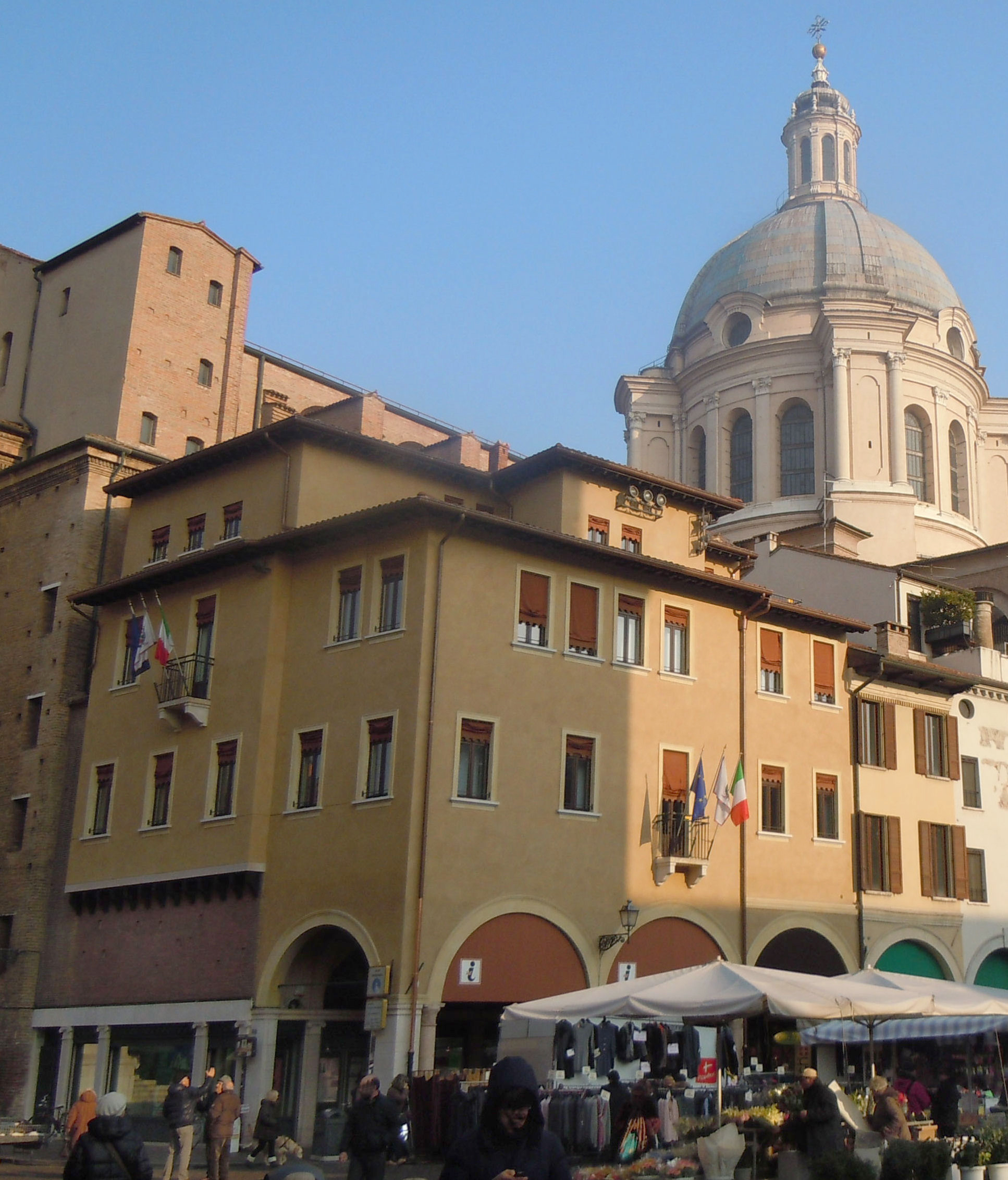
Casa della Cervetta

Die Casa della Cervetta ist ein rekonstruiertes historisches Gebäude im Zentrum von Mantua.

## Geschichte und Beschreibung
Das ursprüngliche Gebäude, das sich seit dem 13. Jahrhundert im Besitz der Familie Strada befand und an die Basilika Sant’Andrea angelehnt war, wurde von der Familie Gropparello erworben und im Jahr 1495 von dem Architekten in den Dienst der Gonzaga Luca Fancelli erbaut.
Die Groppellis verwendeten die Insignien des Cervettas (Hirsch), die auf einem Kapitell eingemeißelt und im heutigen Gebäude zu sehen sind. Das Tier war ein Wappen der Gonzagas und die Groppellis wollten damit die Verehrung für das Herrscherhaus zum Ausdruck bringen, das damals von Markgraf Francesco II. Gonzaga repräsentiert wurde, der in einem Fresko an einem der Bögen dargestellt ist.
Im Jahr 1944, während des Zweiten Weltkriegs, wurde das Haus bei einem Luftangriff zerstört.
Das heutige Gebäude wurde zwischen 1960 und 1965 nach einem Entwurf von vier Mantuaner Architekten erbaut: Riccardo Campagnari, Fernando Cazzaniga, Enzo Mastruzzi und Attalo Poldi.